# برایان بنسال
برایان بنسال (انگلیسی: Brian Bonsall؛ زادهٔ ۳ دسامبر ۱۹۸۱) هنرپیشه اهل ایالات متحده آمریکا است.
از فیلم‌ها یا برنامه‌های تلویزیونی که وی در آن نقش داشته‌است می‌توان به پیشتازان فضا: نسل بعدی، پدری اشاره کرد.